# Саксен-Цейц
Саксен-Цейц (нем. Sachsen-Zeitz) — герцогство на территории современной федеральной земли Саксония-Анхальт.

## История
Курфюрст Саксонии Иоганн Георг I 20 июля 1652 года завещал, чтобы после его смерти трое его младших сыновей получили секундогенитурные владения. После смерти Иоганна Георга I 8 октября 1656 года его сыновья заключили 22 апреля 1657 года в Дрездене «дружественный братский пакт», а в 1663 году — дополнительный договор. В этих документах описывались выделяемые каждому из сыновей территории и суверенные права. Так в альбертинской линии Веттинов образовались младшие побочные ветви: Саксен-Вейсенфельс, Саксен-Мерзебург и Саксен-Цейц.
При разделе Мориц получил округа Цайц, Наумбург и Хайнсбург секуляризованного протестантами в 1562 г. епискпоство Наумбург. В 1660 г. после пресеечния правивщей графством Хеннеберг династии получил его столицу Шлойзинген с округами Зуль и Кюндорф. Резиденцией Морица до постройки замка Морицбург в Цайце был Наумбург.
До завершения строительства герцогского замка в Цайце резиденция Морица находилась в Наумбурге.
В связи с тем, что Кристиан Август Саксен-Цейцский принял постриг, линия наследования прервалась, и в 1718 году герцогство было воссоединено с курфюршеством Саксония.

### Герб
На гербе герцогства Саксония-Цайц изображены следующие гербы (слева направо):
- 1-й ряд, 1-е поле — Герцогство Юлих, 2-е — Герцогство Клеве, 3-е — Герцогство Берг;
- 2-й ряд, 4-е поле епискпоство Наумбург, 5-е — Сердцевой щиток герба герцогства Саксония, 6-е — Ландграфство Тюрингия;
- 3-й ряд, 7-е поле Марграфство Мейсен, 9-е — Пфальцграфство Тюрингия;
- 4-й ряд, 10-е — Пфальцграфство Саксония, 11-е — маркграфство Верхней Лужицы, 12-е — маркграфство Нижней Лужицы;
- 5-й ряд, 13-е — Плайсенланд, 14-е поле Графство Веймар-Орламюнде, 15-е — маркграфство Ландсберг;
- 6-й ряд, 16-е — Графство Брена, 17-е — Бургграфство Альтенбург, 18-е — Саксен-Эйзенберг;
- 7-й ряд, 19-е — Графство Равенсберг, 20-е — Графство Марк, 21-е — регалии; 22-е — имперское графство Хеннеберг

## Правители
- Мориц (1657—1681)
- Мориц Вильгельм (1681—1718)